# Tranh chấp bãi cạn Scarborough
Tranh chấp bãi cạn Scarborough là một vụ xâm chiếm trái phép về bãi cạn Scarborough hay đảo Hoàng Nham giữa Trung Quốc và Philippines, đặt trong bối cảnh những tranh chấp quốc tế về Biển Đông. Vụ việc xâm chiếm xảy ra kéo theo nhiều quốc gia liên quan trong đó có Mỹ. Kết thúc vụ tranh chấp là thắng lợi thuộc về Trung Quốc khi quốc gia này chiếm thực tế được bãi cạn mà họ gọi là Hoàng Nham.

## Tổng quan
Bãi cạn Scaborough/đảo Hoàng Nham nằm cách bờ tây đảo lớn của Philippines 230 km và cách Trung Quốc hơn 800 km về phía bắc. Đây là một cụm san hô và đá ngầm, nằm cách bờ biển phía bắc đảo Luzon của Philippines hơn 220 km và cách lãnh thổ Trung Quốc hơn 800 km. Philippines khẳng định bãi cạn nằm gọn trong vùng đặc quyền kinh tế rộng 200 hải lý của nước này, theo Công ước về Luật Biển của Liên Hợp Quốc. Tuy nhiên, Trung Quốc lại cho rằng đây là một phần lãnh thổ của nước này, ít nhất là từ thế kỷ XIII, và họ còn đưa ra các bản đồ cổ làm bằng chứng.
Trước tháng 4 năm 2012, cả Trung Quốc lẫn Philippines đều không duy trì sự hiện diện thường trực ở bãi cạn Scarborough. Ngư dân Philippines, Việt Nam và Trung Quốc đã từng tới đây khai thác hải sản. Vào những thời điểm trong quá khứ, đặc biệt là cuối thập niên 1990 và đầu những năm 2000, hải quân Philippines từng bắt giữ những ngư dân Trung Quốc đi vào khu vực bãi cạn này.

## Diễn biến

### Bắt đầu
Sự kiện bắt đầu khi tàu Philippines phát hiện ngư dân Trung Quốc đánh bắt hải sản bị cấm ở bãi cạn và định tịch thu. Ngày 8 tháng 4 năm 2012, khi Philippines phát hiện một số tàu cá của Trung Quốc tại bãi cạn cách đảo lớn Luzon của Philippines khoảng 230 km về phía tây. Hải quân Philippines phát biện 8 tàu cá Trung Quốc, Sau khi kiểm tra tàu, nhà chức trách Philippines đã phát hiện ra số lượng lớn hải sản bị đánh bắt trái phép. Philippines cáo buộc các ngư dân Trung Quốc đã xâm nhập và đánh bắt trái phép ở vùng biển mà nước này tuyên bố chủ quyền.
Sau khi nhận được thông báo của các tàu, hai tàu hải giám của Trung Quốc đã tới khu vực này, chặn lối vào đầm phá và ngăn cản việc nhà chức trách Philippines bắt giữ ngư dân Trung Quốc. Soái hạm BRP Gregorio del Pilar của Philippines được cử đến nhưng bị hai tàu hải giám của Trung Quốc ngăn chặn việc bắt giữ các ngư dân nước này. Ngày 10 tháng 4 năm 2012, hai tàu hải giám Trung Quốc ngăn chặn một tàu chiến Philippines khỏi việc bắt giữ những ngư dân Trung Quốc.
Sau khi các tàu đánh cá rời bãi cạn, tàu của chính phủ hai bên vẫn duy trì nhằm bảo vệ tuyên bố chủ quyền với Scarborough. Tới cuối tháng 5 năm 2012, Trung Quốc triển khai thêm 7 tàu hải giám và các tàu của Ủy ban nghề cá. Nhiều tàu chính phủ và tàu cá của Trung Quốc vẫn hoạt động quanh bãi cạn, nơi Bắc Kinh và Manila có tranh chấp chủ quyền căng thẳng suốt hơn hai tháng các tàu của chính phủ nước này vẫn sẽ làm nhiệm vụ bảo vệ quanh bãi cạn tranh chấp trên cơ sở nhu cầu thi hành luật pháp, quản lý và duy trì tại đó.
Kể từ tháng 6/2012, Trung Quốc đã duy trì kiểm soát tại bãi cạn Scarborough và cho quân đồn trú lâu dài trên bãi này .

### Mở rộng
Tổng thống Philippines Aquino tố cáo Trung Quốc đang xây dựng các khối bê tông ở bãi cạn tranh chấp Scarborough trên Biển Đông. Cáo buộc Bắc Kinh xây dựng trái phép 75 cột bê tông nhằm phục vụ một công trình phi lý trên bãi cạn vốn đang là tâm điểm tranh chấp của hai quốc gia châu Á trên Biển Đông. Trung Quốc bác bỏ hoàn toàn cáo buộc và tiếp tục khẳng định chủ quyền không thể chối cãi của Bắc Kinh tại Scarborough.
Sau khi thương lượng bất thành tháng 4 năm 2014, Chính quyền Bắc Kinh sử dụng sức mạnh kinh tế - hủy các chuyến du lịch của người Trung Quốc, áp đặt biện pháp kiểm dịch ngặt nghèo với hoa quả nhập khẩu của Philippines (trong đó có mặt hàng chuối) làm nước này khốn đốn về kinh tế để gia tăng áp lực buộc Chính quyền Manila trở lại bàn đàm phán.
Philippines đã đưa ra đề xuất các nước ASEAN nên thiết lập một hệ thống chia sẻ thông tin khu vực nhằm kiểm soát tốt hơn tranh chấp lãnh thổ, cướp biển, buôn lậu và suy thoái nhanh chóng của các nguồn tài nguyên biển. Đề xuất trên được đưa ra tại Hội nghị Hàng hải ASEAN thường niên diễn ra tại thủ đô Manila.

### Hạ nhiệt
Căng thẳng bắt đầu giảm dần vào giữa tháng năm. Đến đầu tháng 6, Philippines công bố một thỏa thuận đã đạt được với phía Trung Quốc về việc hai bên cùng rút các tàu của mình. Bắc Kinh dỡ bỏ kiểm dịch nhập khẩu chuối và Manila bổ nhiệm một đại sứ tại Trung Quốc thay vào vị trí vốn bị bỏ trống trong suốt cuộc đối đầu. Đầu tháng sáu, Bắc Kinh và Manila được cho là đã thỏa thuận rút tất cả các tàu của chính phủ hai nước ở khu vực tranh chấp. Tàu của chính phủ Philippines và các tàu đánh cá Trung Quốc đã rút khỏi bãi cạn để tránh bão.
Bế tắc giữa Trung Quốc và Phillipines về bãi cạn Scarborough/Hoàng Nham đã được giải quyết khi Phillipines thông báo tất cả tàu thuyền đã rời khỏi đầm phá trong bãi cạn. Nhưng trên thực tế, các tàu của Trung Quốc vẫn duy trì hiện diện ở Scaborough. Tàu phi quân sự của chính phủ Trung Quốc kéo đến và hai bên đối đầu nhau không bên nào chịu rút, mà chỉ ngày càng tăng lực lượng. Sau khi rút thì tàu Trung Quốc đã quay trở lại và duy trì sự hiện diện thường trực ở vùng biển xung quanh bãi cạn này kể từ đó. Trung Quốc còn dùng dây thừng chăng ở lối ra vào duy nhất, nhằm ngăn các tàu đánh cá khác vào khu vực đầm phá bãi cạn.
Trung Quốc đã dùng dây nối các phao đặt ở hai đầu lối vào khu vực của bãi cạn có hình con cá ngựa. Thời tiết mưa bão ở Biển Đông khiến tàu Philippines không thể đến khu vực bãi cạn Scarborough được. Ba tháng sau đó, Trung Quốc đã kiểm soát thực sự bãi cạn này và những vùng biển xung quanh, bằng cách đó thay đổi hiện trạng trong tranh chấp quyền lợi, nước này đã kiểm soát chắc chắn trực tiếp đối với bãi cạn Scarborough.
Sau đó, Philippines đệ đơn kiện Trung Quốc ra Tòa án quốc tế nhưng Trung Quốc bác đơn kiện vì cho rằng đây là tranh chấp song phương. Trung Quốc từ chối tham gia vào thủ tục phán xét của Tòa án Trọng tài quốc tế đối với biển Tây Philippines (Biển Đông) trong tranh chấp lãnh thổ.